# Natrijev hidroksid
Natrijev hidroksid je bijela neprozirna higroskopna kristalna kruta tvar, koji u prisutnosti malih količina primjesa poprima sivu boju. Higroskopan je (navlači/lako upija vlagu i ugljikov dioksid CO2 iz zraka), pri čemu nastaje natrijev karbonat i natrijev hidrogenkarbonat:
2 NaOH(s) + CO2(g) --> Na2CO3(s) + H2O(I)
Zbog toga se čuva u dobro zatvorenim posudama.
Natrijev hidroksid se dobro i lako otapa u vodi uz oslobađanje topline, pri čemu nastaje vrlo jaka, nagrizajuća natrijeva lužina koja nagriza organske tvari.
NaOH(s) -->(H2O) Na+(aq) + OH-(aq)
U vodi potpuno disocira.

Razrijeđena otopina otapa neke neplemenite metale kao kositar, aluminij, cink i olovo i pri nižoj temperaturi, te nagriza i staklo.
Natronsko vapno je naziv za smjesu gašenog vapna i natrijeva hidroksida.
Natrijeva lužina se ne pohranjuje u staklenim bocama s ubrušenim čepom, jer reagira sa silicijevim dioksidom iz stakla pri čemu nastaje natrijev silikat, pa se čepovi lako „zapeku“ i ne mogu se izvaditi.
SiO2 + 2NaOH --> Na2SiO3 + H2O
Zato se natrijeva lužina čuva u staklenim bocama s gumenim čepom ili u plastičnoj ambalaži.

## Uporaba
Natrijev hidroksid je jedan od najčešće upotrebljavanih hidroksida u kemijskoj industriji. Jedan je od najvažnijih produkata velike anorganske kemijske industrije, i jedna je od najjačih baza i ima mnogostruku upotrebu.
Najvažnije se troši u industriji umjetnih vlakana (rayon) i svile, u tekstilnoj industriji, u proizvodnji sapuna (i ostalih sredstava za pranje), za rafinaciju masti, mazivnih ulja i petroleja, proizvodnju boja, papira ( i prerada celuloze), viskoze, fenola, vodenog stakla, glinice i mnogih kemikalija te kod raznih organskih sinteza, za mekšanje vode, u preradi aluminija, merceriziranje pamuka, regeneraciju kaučuka, čišćenje i močenje metala, drveta i dr; u veterinarskoj medicini, itd. Zbog svoje lužnatosti, često se koristi kao pH regulator.
Tvori bezbojnu higroskopnu masu koja dolazi na tržište kompaktna u većim i manjim komadima, u zrncima/granulama, ljuskama, štapićima ili pločicama.
Natrijev hidroksid može se naći u obliku otopina u većini trgovina. Takve otopine služe za čišćenje i odčepljivanje odvoda. Može se naći i u trgovinama s bojama, lakovima i sličnim proizvodima, pošto se otopina ovog spoja može koristiti za skidanje boje s drva.

### E524
Kao prehrambeni aditiv koristi se kao umjetni regulator kiselosti (kao baza ili lužina). Dopušten u ekološkoj proizvodnji hrane. Smatra se bezopasnim. Proizvodi od kakaa i čokolade smiju sadržavati najviše 7 % ovog aditiva (izraženo na suhu tvar, bez masnoće). Prerađenoj hrani na osnovi žitarica i drugoj dječjoj hrani smije se dodati samo kao sredstvo za reguliranje kiselosti. Ostaloj se hrani smije dodavati po pravilu quantum satis (namirnicama se smije dodati samo onoliko aditiva koliko je nužno da se postigne željeni učinak, pod uvjetom da se time ne obmanjuje potrošača). Upotrebljava se najčešće u proizvodnji lužnatog peciva (za površinsku obradu), u margarinu i emulgiranim mastima, bombonskim proizvodima, u proizvodnji džemova, želea, marmelada, pekmeza i ostalih sličnih voćnih proizvoda, uključujući proizvode smanjene energijske vrijednosti, u bezalkoholnim osvježavajućim napitcima, grickalicama, prženim plodovima i sjemenkama.

## Proizvodnja
Nekad se natrijev hidroksid industrijski dobivao, da se (uz klor) elektrizirala elektrolizom zasićena otopina natrijevog klorida.

Tehnički način dobivanja natrijeva hidroksida elektrolizom vodene otopine natrijevog klorida opisan je kod tvorničkog dobivanja klora.
Elektrolizom vodene otopine natrijevog klorida NaCl:
{\displaystyle \mathrm {2NaCl+2H_{2}O\longrightarrow 2\;NaOH+Cl_{2}+H_{2}} }
Kemijskom reakcijom natrija s vodom:
{\displaystyle \mathrm {2Na+2H_{2}O\longrightarrow 2\;NaOH+H_{2}} }
U kemijskoj reakciji između acetona i natrijevog hipohlorita kao međuproizvod:
{\displaystyle \mathrm {CH_{3}COCH_{3}+3NaOCl\longrightarrow \;3NaOH+CCl_{3}COCH_{3}} }
{\displaystyle \mathrm {NaOH+CCl_{3}COCH_{3}\longrightarrow \;CH_{3}COONa+CHCl_{3}} }
Danas se u zaostalim zemljama i dalje velike količine natrijeva hidroksida dobivaju kaustifikacijom sode (reakcija natrijevog karbonata (Na2CO3) s kalcijevim hidroksidom (gašenim vapnom)), premda se ovaj postupak u svijetu sve više napušta:
2 Na+ + CO2/3- + Ca2+ + 2OH- --> 2 Na+ + 2OH- + CaCO3(s)
{\displaystyle \mathrm {Na_{2}CO_{3}+Ca(OH)_{2}\longrightarrow 2\;NaOH+CaCO_{3}} }
Postupak se izvodi tako da se u vruću zasićenu otopinu koja sadrži otprilike 20% natrijeva karbonata, uz miješanje dodaje lagano višak vapnenog mlijeka, isto vruće.
Na dnu bi se taložio kalcijev karbonat, a u otopini natrijev hidroksid. Nakon uklanjanja taloga slabo rastvorivog kalcijeva karbonata filtracijom, otopina natrijeva hidroksida se koncentrira uparavanjem. Zatim se zagrijavanjem u kotlovima od nikla na 500 °C prevede u bezvodni dobro rastvorivi NaOH.
Natrijeva lužina se laboratorijski dobiva reakcijom natrija, natrijeva oksida i peroksida s vodom.
Godišnja svjetska proizvodnja iznosi oko 30 milijuna tona.